# Luis Méndez Quijada
Luis Méndez Quijada est un noble espagnol du XVIe siècle qui exerça de hautes fonctions auprès de Charles Quint (Charles Ie d'Espagne) puis de Philippe II. Sa vie est étroitement associée à celle de Don Juan d'Autriche, fils illégitime de Charles Quint, vainqueur de la bataille de Lépante.

## Origines
Luis Méndez Quijada (ou Don Luis de Quijada ou Don Luis Méndez de Quijada) est issu d'une famille de la noblesse castillane, les Quijada, seigneurs de Villagarcia dans la province actuelle de Valladolid (Communauté autonome de Castille et Leon). Son arrière grand-père, Gutierre González Quijada (IV), est cité par Miguel de Cervantes comme l'ancêtre « en ligne directe mâle » de Don Quichotte.

## Fonctions publiques

### Au service de Charles Quint

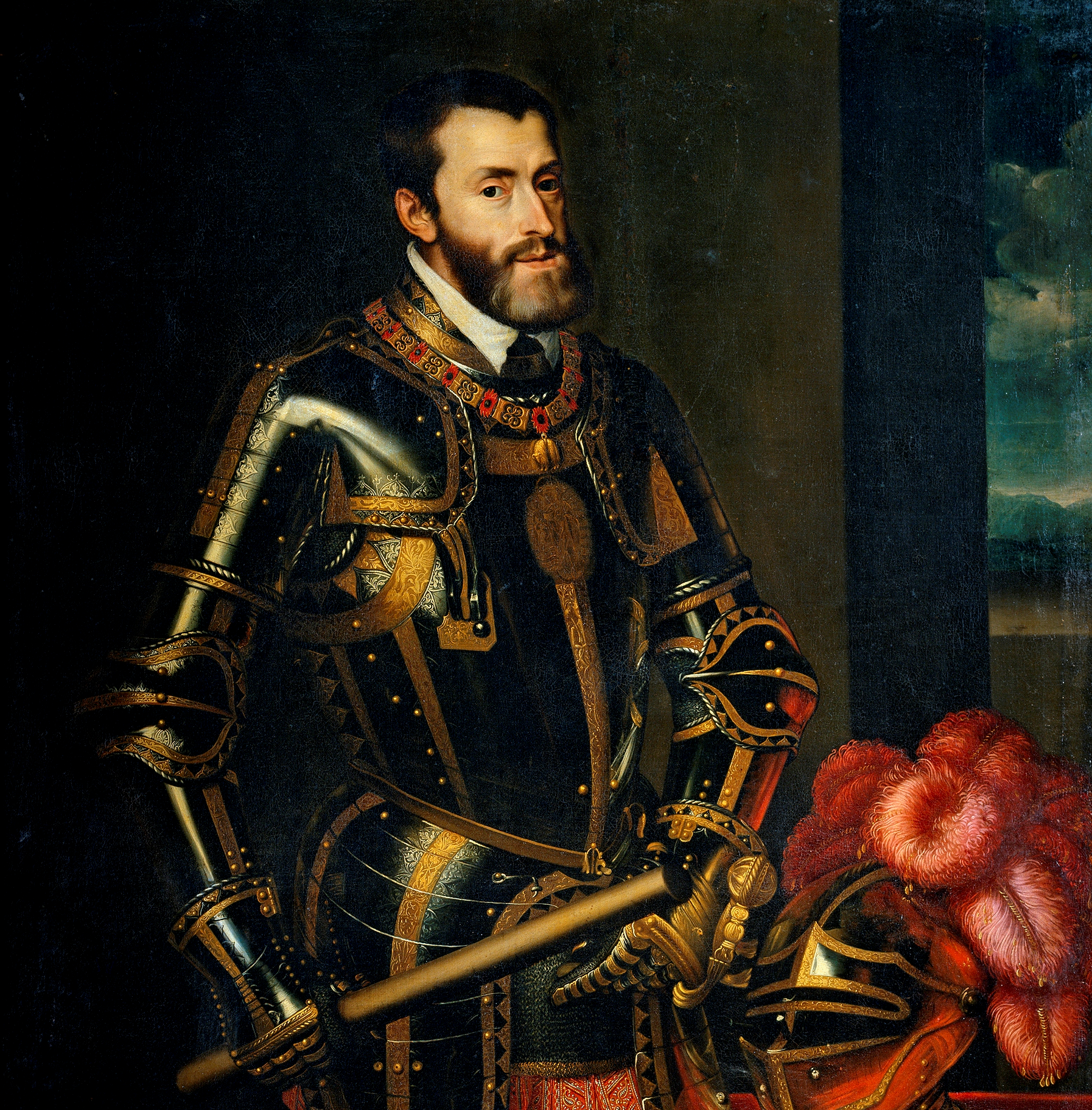
Portrait de Charles Quint (copie réalisée vers 1605 par Juan Pantoja de la Cruz d'un original du Titien de 1550).

Entré très jeune comme page au service du roi Charles Ie d'Espagne (Empereur Charles Quint d'Allemagne), il accompagna ce dernier en tant que majordome dans ses nombreuses campagnes militaires en Flandres, Italie, Allemagne, France et Afrique du Nord. Il commanda en 1535 une expédition militaire contre la ville de Tunis et fut blessé lors de la prise victorieuse du port de La Goulette. En 1554, il reçut de l'Empereur la charge d'héberger, au sein de sa famille et dans le plus grand secret, l'enfant né en 1545 (ou 1547) de sa liaison illégitime avec Barbara Blomberg nommé Jeromín (le futur Don Juan d'Autriche). Jeromín avait été confié peu de temps après sa naissance à Francisco Massy et Alma de Medina, un couple pauvre de la ville de Leganés (communauté de Madrid), ignorant tout des liens de filiation de l'enfant. En 1554, conscient de l'incapacité de ce couple à fournir une éducation convenable à l'enfant, l'Empereur le confia à la garde de Luis Méndez Quijada et son épouse, Madalena de Ulloa, couple sans enfant, qui le prirent en charge dans leur château de Villagarcia de Campos. Contrairement à Luis Méndez Quijada, qui exerçait de façon semi-clandestine la fonction de précepteur d'un enfant royal (« ayo »), son épouse ne connaissait pas la filiation de Jeromín.
Après son abdication en 1556, l'ex-Empereur demanda à Luis Méndez Quijada de continuer à le servir en tant que majordome au monastère de Yuste, son nouveau lieu de résidence. Il s'installa alors dans le village de Cuacos, proche de Yuste. À l'été 1558, à la demande de l'ex-Empereur, Luis Mendez Quijada demanda à son épouse de le rejoindre avec l'enfant, ce qui permit des rencontres occasionnelles entre le monarque et son fils, sans, semble-t-il, que ne lui soit révélé à ce moment-là le mystère de sa naissance. Luis Méndez Quijada était présent en tant que premier chambellan lors des deniers instants de vie de l'Empereur et recueillit ses dernières paroles « C'est le moment ! », le 21 septembre 1558. 

### Au service de Philippe II

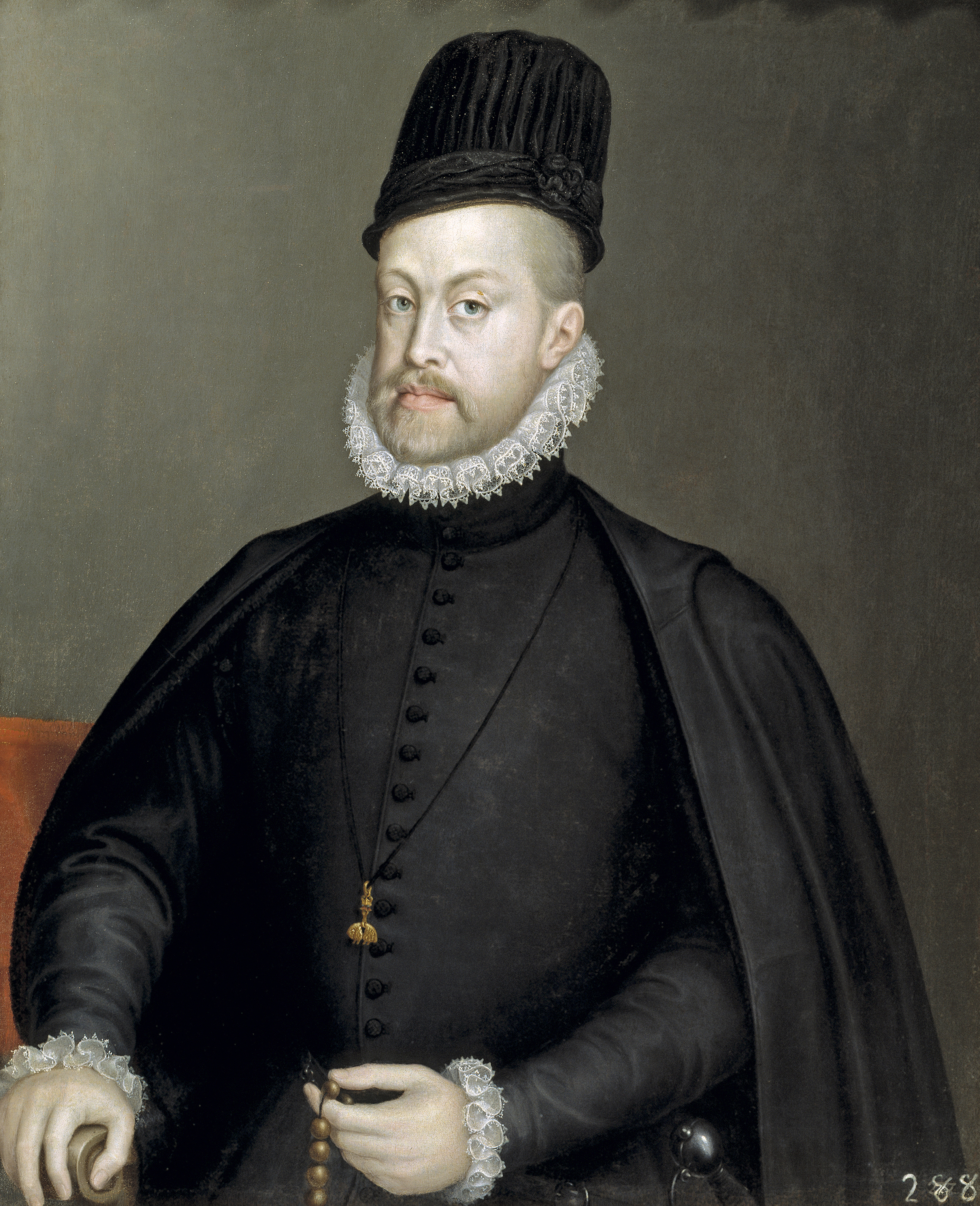
Portrait de Philippe II par Sofonisba Anguissola, 1573.

Le 28 septembre 1559, à l'occasion d'une chasse royale près du monastère de la Santa Espina (es) (Valladolid), Luis Méndez Quijada organisa la première rencontre entre le nouveau roi Philippe II et son demi-frère. Conformément aux dispositions du testament de Charles Quint, le roi reconnut alors publiquement son demi-frère Jeromín comme membre à part entière de la famille royale, avec sa maison propre, sous le nom de Don Juan d'Autriche.
Luis Méndez Quijada assuma dès lors la responsabilité de la maison de Don Juan d'Autriche. Dans les années qui suivirent, il fut également membre du Conseil d'État et du Conseil de Guerre de Philippe II. Il assumait la charge de Grand Écuyer (Caballerizo Mayor) du prince héritier, le prince Charles (Charles d'Autriche), jusqu'à ce que celui-ci soit enfermé par ordre de son père, en janvier 1568. Contredisant les rumeurs de disgrâce liées à sa trop grande proximité avec le prince Charles, Philippe II nomma Luis Méndez Quijada Président du Conseil des Indes en mai 1568, fonction qu'il assuma jusqu'à sa mort.

## Mort
En avril 1569, afin de lutter contre la révolte des populations morisques du royaume de Grenade (révolte des Alpujarras), le roi Philippe II nomma Don Juan d'Autriche capitaine général de Grenade, appuyé par un conseil constitué de Luis Méndez Quijada, le marquis de Mondejar (es), l’archevêque de Grenade (es), le duc de Sessa et Luis de Zúñiga y Requesens . Luis Méndez Quijada fut blessé le 19 février 1570 lors d'une attaque contre la ville de Serón (province actuelle d'Almería). Il fut transporté au couvent de Caniles (province actuelle de Grenade), où il mourut le 25 février 1570. Il est inhumé dans la collégiale de San Luis (es) de Villagarcía de Campos (province de Valladolid), aux côtés de Madalena de Ulloa qui fonda l’institution après la mort de son époux.